# Hopes and Fears
Hopes and Fears is het debuutalbum van de Britse rockgroep Keane. Het album kwam uit op 10 mei 2004 in het Verenigd Koninkrijk. Het gooide meteen hoge ogen in de Britse hitlijsten en werd al snel dubbel platina. Na een Brit Award voor Beste Album in februari 2005 kwam de plaat weer in de hitlijsten terecht.
Van Hopes and Fears zijn de volgende singles verschenen:
- "Somewhere Only We Know"
- "Everybody's Changing"
- "Bedshaped"
- "This Is The Last Time"
- "Bend And Break"

De objecten op de cover zijn pianohamers. In elke regio waar het album is uitgegeven zijn de kleuren anders. Het Verenigd Koninkrijk heeft groen, de V.S. heeft wit, Japan blauw en internationaal een rood/bruine kleur.
De Japanse versie van Hopes and Fears bevat twee extra nummers, namelijk Snowed Under en Allemande. "Snowed Under" is ook te vinden als B-kant op de single Somewhere Only We Know. "Allemande" is nooit meer als studioversie op cd verschenen. Wel is het nummer als live-uitvoering op onder meer de ep Live Recordings 2004 te vinden.
Het lied 'This Is The Last Time' kwam in Nederland binnen in de Top 40 op nummer 25.
De titel van het album is afkomstig uit de tekst van Snowed Under.

## Nummers

### Internationaal
1. "Somewhere Only We Know"
2. "This Is The Last Time"
3. "Bend And Break"
4. "We Might As Well Be Strangers"
5. "Everybody's Changing"
6. "Your Eyes Open"
7. "She Has No Time"
8. "Can't Stop Now"
9. "Sunshine"
10. "Untitled 1"
11. "Bedshaped"

### Britse editie
1. "Somewhere Only We Know"
2. "Bend And Break"
3. "We Might As Well Be Strangers"
4. "Everybody's Changing"
5. "Your Eyes Open"
6. "She Has No Time"
7. "Can't Stop Now"
8. "Sunshine"
9. "This Is The Last Time"
10. "On a Day Like Today"
11. "Untitled 1"
12. "Bedshaped"